# ユーリー・フデャコフ
ユーリー・セルゲーヴィチ・フデャコフ (ロシア語: Юлий Сергеевич Худяков、英語: Yuliy Sergeevich Khudyakov、1947年12月8日 - 2021年12月24日) は、ロシア連邦の考古学者。シベリア地域の古代、中世の諸民族を研究テーマとした。

## 経歴
1947年、シベリアのケメロヴォ生まれ。父は地質学者で、母は画家（哲学者・社会学者のユーリー・ゲッケルの娘）。ノヴォシビルスク大学に入学してアレクセイ・オクラドニコフに師事し、1974年に卒業。1977年に博士号を取得した。
卒業後は母校のノヴォシビルスク大学で教鞭をとると同時に、ロシア科学アカデミーシベリア支部考古学民族学研究所の研究員として多くの調査を率いた。シベリアならびに中央アジア地域の古代・中世の考古学を主な研究テーマとした。中でも、武器研究で知られる。
2021年にコロナウイルス感染症によって死去した。

## 著作
- フデャコフ Yu. S. 1980『6～7世紀のエニセイ・キルギスの武器』(Вооружение енисейских кыргызов VI—XII вв.)
- CiNii(Yu. S. フデャコフ)